# ボールパークでつかまえて!
『ボールパークでつかまえて！』は、須賀達郎による日本の漫画作品。『モーニング』（講談社）にて、2020年40号から連載中。架空のプロ野球チームの本拠地球場（ボールパーク）に集うファンや球場スタッフ、球団関係者といった様々な人々を描く「笑顔と涙の球場愛コメディー」。2024年1月時点でコミックスの累計発行部数は20万部を突破している。
メディアミックスとして、テレビアニメが2025年4月から6月まで放送された。

## あらすじ
社畜サラリーマンの村田コウタロウは、プロ野球チーム「千葉モーターサンズ」の本拠地球場、モーターサンズスタジアムで試合観戦を楽しむのを趣味としている。いつものようにスタンドで観戦していたある日、彼は新人ビール売り子のルリコと出会う。見た目はギャルそのものだが、実は超純情なルリコは、最初の常連客となった村田の前ではギャルらしく生意気な態度を装う一方、彼の視界から外れると、自分の言動に赤面するツンデレな一面を何度も見せてしまう。
本作は、そんな二人を中心に、ルリコの同僚のビール売り子たちや弁当屋の看板娘、ウグイス嬢、球場警備員、選手とその家族、球団マスコットといったモーターサンズを取り巻く人々を描いた群像劇である。

## 登場人物
声の項はテレビアニメ版の声優。

### 主要人物
ルリコ
声 - ファイルーズあい
本作の主人公で、モーターサンズスタジアムのビール売り子。初登場時は売り子として働き始めた新人。見た目はギャルだが、中身は超純情かつツンデレ。観戦中の村田に絡み、最初の常連さんになってもらう。村田の前では基本ツンで、嬉しさは見せないが、見えなくなったところでデレの部分が駄々洩れる。ニンスタグラムを勧められるもSNS音痴で更新の方法がわからず、結局放置してしまっている。ナンパ3人組にキレた動画がバズったことがある。誕生日は8月19日。
村田コウタロウ
声 - 猪股慧士
モーターサンズスタジアムに通うモーターサンズファン。日々の激務のため、目の下には隈ができており、仕事帰りにスタジアムに立ち寄ることで、ストレスを癒している。観戦時には、「野球データ」を記した独自のノートを持参する程の入れ込み具合。ある日、ビール売り子のルリコに絡まれて以来、ルリコの最初の常連さんになる。基本いじられることが多い。観戦時に、800円のメガウルトラ弁当をよく食べている。

### モーターサンズ球場スタッフ

#### ユウヒビール販売スタッフ
高橋サラ
声 - 相良茉優
第85話まではモーターサンズスタジアムのビール売り子。初登場時は売り子歴1年の高校2年生で、売り子たちの妹的存在として扱われることが多かった。サラがシフトに入っているときは、だいたいサラの両親や親戚が複数人で観戦に来ている。ビール売り子が写真撮影に応じるのは基本NGだが、臨機応変に応じる優しい子。高校卒業後は、仙台の看護大学へ進学し、同地のニッケルバックスパークでも、ビール売り子をしている。
アオナ
声 - 長谷川育美
初登場時は、売り子歴3年のモーターサンズスタジアムのビール売り子で、小学校の先生志望の大学4年生だった。面倒見がいい性格で、よくサラの勉強を見てあげている。第4話でチェッカーの大松と付き合い始めたことが判明。第35話で教員採用試験に合格したことを報告すると同時に、売り子の引退も報告した。第81話で、売り子たちの激励のために久々に登場となった。
こひなた
声 - 内田真礼
モーターサンズスタジアムのビール売り子。スタッフとしては中泉と並んで最古参で、売り子たちのお姉さん的存在。一日に400杯も売り上げたことのあるユウヒビールの大エース。昼間はOLとして働きながら売り子をしている。第17話で発見された過去の写真で新人の頃は盛り髪ギャルだったことがバレる。しかもその画像はルリコがスマホに保存していることが第130話で判明する。
宇田ナツメ
声 - 石上静香
モーターサンズスタジアムで働いていた元ビール売り子。こひなたと同時期に、ビール売り子をやっていたが、1年後に「デイドリームシアター」としてアイドルデビューしたため売り子は引退。しかしアイドルとしては売れずに約3年で解散。その後女優に転身したが、そこでも鳴かず飛ばずの日々が続いていた。久しぶりに観戦に訪れたモーターサンズスタジアムで、こひなたや売り子時代を知るおじさんズに触発され奮起。第63話で翌年の大河ドラマに出演することをローカル番組出演時に発表されている。熱狂的な椿ファンで、椿が戦力外になった日、こひなたと朝まで飲み明かした際に、椿の選手人生を高校生時代から語っていた。
こころ
声 - 瀬戸桃子
モーターサンズスタジアムで働くビール売り子。第16話からモブとして登場していたが、第24話でルリコ・アオナとともにスタジアム観戦したことを機にレギュラーキャラに昇格した。第89話で、芸能関係の仕事を掛け持ちしていることが判明した。ビール売り子の仕事にプロの誇りを持っているのか、同話で行われた合コンの席で、滝本以外の参加メンバーが茶化した際に席を外して不機嫌になっていた。
まお
声 - 辻森梓咲
モーターサンズスタジアムで働くビール売り子。アオナが引退した後に加入した。ルリコの初めての後輩であり教育係を担当した子でもある。走ることが好きで、フルマラソンを4時間49分で完走した経験がある。しかし当初はその話題しかなく、接客を目の当たりにしたこころには「フルマラソン一本槍で戦場へ…!?」と危惧されていた。
袖ヶ浦恵
声 - 高之瀬おとあ
作中の名前表記は「めぐみ」。モーターサンズスタジアムで働くビール売り子。サラがチーム離脱後に加入した。初登場時は父親である袖ヶ浦ユウキとともに雨天の野球観戦に来ていた中学生だった。
中泉
声 - 上田燿司
バックヤードで売り子を支えるチェッカーリーダーでありユウヒビール販売スタッフ全体のまとめ役。話し方に若干オネエ口調が入っている。こひなたと並び、現スタッフとしては最古参であり、スタッフたちを何かと気にかけている。
大松
声 - 田中智士
チェッカーの元サブリーダーで、初登場時は大学4年生。第4話でビール売り子のアオナと付き合い始める。アオナと同時期にスタッフを引退したが、その時に燃え尽き症候群になり、自分を変えるために突如「自転車一周の旅」を敢行する。そのことでアオナとすれ違うことになったが、互いが思いを打ち明けたことでよりを戻した。後に、無事に就職ができたようで、第52話で中泉の回想時に「社会人1年目」と表記がされている。
黒瀬
チェッカーの一人で大学生で黒縁めがねが特徴。第4話からモブとしてたびたび出てきていたが、名前が判明したのは第52話と遅い。

#### その他
五十嵐龍一
声 - 浦山迅
球場警備員歴30年の大ベテラン。通称「イガさん」。性格は実直で、多くの球団関係者から信頼されている。迷子に飴をあげて、少しでも不安をなくそうと努める。
滝本
声 - 沢城千春
初登場時は球場警備員として入って間もない新人だった青年。名前は第11話で判明。当初は警備についての悪態をつき、迷子に対しても空気を読まない発言をするなど、問題行動が多かった。しかし、とある日の迷子対応の際、自分自身も球場で迷子になり、尚且その時に励ましてくれた警備員が五十嵐だということを思い出した。その後は態度を改め、真面目に仕事に取り組むようになっている。第89話で、実はモデルの仕事をしていることが明らかになる。ルリコとは迷子の時に諍いがあったが、その後は屈託なく挨拶し合う仲にはなった。
山田夏乃
声 - 真野あゆみ
球場内の弁当屋「厚盛」の看板娘。ビール売り子を目指してアルバイトに応募したら、なぜか弁当屋だった。自称美脚。村田に恋心を抱き、「王子様」と呼んでいる。
佐藤なぎさ
声 - 安野希世乃
モーターサンズスタジアムのウグイス嬢。スターティングラインナップ発表時の選手・鋸山イジリが名物になっているが、ネタがないことに困っている。密かに鋸山に恋心を抱いている。
サン四郎
背番号：346
モーターサンズの球団マスコット。モデルはオオサンショウウオ。ぽっちゃり体系で普段はフリップでコミュニケーションをとる。不振にあえぐコジローにバッティングのアドバイス、英語で会話してくるデニスに対してジョークを交えた流暢な英語、恋に悩む山田に恋愛金言、ビールが売れずに落ち込むルリコにオカン目線言葉など、様々なセンスが光る。また身体能力も高く、観客席に飛んできたファールボールをバックハンドでキャッチできるほど。第18話では、マスコット同士のプロレスでは、台本上敗北の予定だったが、ルリコの叫びが発端となり相手に高速ジャーマンスープレックスをぶちかまし逆転勝利した。中の人は秘密になっているが……
サンナ
背番号：3-7
モーターサンズの球団マスコット。サン四郎の妹で永らく生き別れになっていたところ、感動の再会を果たしてモーターサンズスタジアムで働くことに。特技はダンスで難易度の高いエアートラックスをこなせる。登場後は作中でとても人気者になっており、単独で写真集が出るほど。中の人は富里薫子。
富里薫子
サンナの中の人。父親は審判の渡辺光平。両親が離婚後母親に引き取られたこと、幼少期から過保護気味に構う父親に辟易としていたこと、職業的守秘義務が相まって、父親として構ってくるのをウザがっている。

### 千葉モーターサンズ
パラマウントリーグに所属する千葉を拠点にするプロ野球球団。物語開始時点では球団創設から一度も優勝経験がないうえ、CSすら進出していない万年Bクラス。

#### 現役選手
獅子尾一麿
声 - 小林千晃
背番号：13
ドラフト1位。女性人気が高い。ポジションはショート。1番打者。
鋸山剣
声 - 福山潤
背番号：25
スターティングラインナップ発表時に、ウグイス嬢にいじられる。ポジションはレフト。3番打者。常にサングラスをかけている。ウグイス嬢いわく、笑った時の糸目が可愛い。
一宮航
声 - 山下大輝
背番号：33
獅子尾とは同期入団。ドラフト6位で入団した。ポジションはセカンド。8番打者。左打ち。最近1軍出場が定着してきたが、獅子尾に対する劣等感がどうしてもぬぐえない。
デニス・ヤング
声 - 利根健太朗
背番号：34
元メジャーリーガーの助っ人外国人。ポジションはサード。4番打者。メジャー復帰を目指していたが、試合中に見かけたルリコに一目ぼれして、日本残留を決めた。
三井烈斗
声 - 中谷一博
背番号：27
大卒6年目の技巧派左腕。イケメンとは呼べない強面だが可愛い彼女がいる（キサ）。先発投手。牽制がうまい。

#### 監督・コーチ
桐谷義春
背番号：38（スピードワゴンズ現役時）、80（モーターサンズ監督時）
千葉モーターサンズ現監督。現役生活はわずか6年で、その後は解説者と大学教授の二足の草鞋を履きながら活動していた。
コーチ経験も全くない異例の就任だったため、各種メディアで『トーシロー監督』と揶揄された。
監督就任にあたり、選手に覚悟を見せるため宝物として保管していた「現役時代唯一作成されたプロ野球カード」と「大学教授就任証書」を娘に処分するように言付けた。
滝野小次郎
声 - 東地宏樹
背番号：1（モーターサンズ現役時）、71（同コーチ時）
選手登録名はコジロー。通算200本塁打越えの大ベテラン。ポジションはライト。左打ち。妻は元地方局アナウンサーの滝野ユキ。
椿光照と共に幕山高校で話題となっており、ともにモーターサンズ入団志望でドラフトへ。椿は志望通りモーターサンズ1位指名で入団を果たしたが、自身は東京スピードワゴンズに1位指名された。その後スピードワゴンズでスターダムの階段を昇って行ったが、戦力外となった。その時に当時の松戸監督が真っ先に声をかけてくれたことを機に千葉モーターサンズへ移籍。初登場時は移籍2年目、チーム内では若い選手たちを引っ張っていく立場となってる。球団初のCS進出を決めた3年目にチームメイトの前で今季限りでの現役引退を表明する。同シーズンオフから桐谷監督の下で外野守備・走塁コーチに就任。

#### 元選手・関係者
松戸忠大
背番号：51（モーターサンズ現役時）、72（同監督時）
モーターサンズの元監督。鼻を親指でピンッとする癖がある。記者からインタビュー受けるときは、だいたい名言を残す。監督在任期間は5年で戦績は288勝416敗。最終年はCS初進出まであと一歩まで迫ったが、その年を持ってGMから電話で解任を告げられた。
人望がとても厚く、解任を報告した会議の際はコーチ陣だけではなく居合わせた球団スタッフにも惜しまれた。ファン感謝デーでは主力選手から感謝のメッセージがサプライズで読み上げられた。第120話でWBCに向けた日本代表の監督に就任することがスポーツ紙に掲載された。
栗原
背番号：62（現役時）
モーターサンズの元選手で、現野球解説者。現役時代、初めて活躍した日の地上波放送で解説の自分語りで台無しにされた苦い経験があり、自分が解説者になってから話野球に向き合った解説を心掛けてきた。そのため、雨天中断時の場繋ぎがとても苦手。第127話では場繋ぎの話題も無くなり万策尽きた状態だったが、雨の中必死に盛り上げようとするファンとマスコットの様子を見て、節を曲げて実況側が用意した視聴者からの質問に答えた。口癖で最後に「当然ですが」と発言するが、実は本人は全くの無意識で言っていたことが発覚する。

### 観客
滝野ユキ
声 - 立花理香
元地方局のアナウンサーで、モーターサンズのコーチ・滝野小次郎の妻。夫が心無い野次を受けることが許せない。第28話で懐妊したことが判明し第57話で無事出産。球場観戦の描写は第43話が最後で、その後は自宅観戦をしている。
近藤キサ
声 - 倉持若菜
モーターサンズの選手・三井の彼女。ショートカットで、三井の選手弁当が売れ残っているときに、同じく売れ残っていたコジロー弁当を食べるユキと張り合ったことがある。
清水ほたる
声 - 中村温姫
村田の会社の後輩で初登場時の年の新入社員。モーターサンズファンで、球場でバッタリ村田と出くわし、一緒に観戦したことがある。それをルリコが目撃し、恋人であると勘違いされた。

## 書誌情報
- 須賀達郎『ボールパークでつかまえて！』講談社〈モーニングKC〉、既刊17巻（2025年6月23日現在）
  1. 2021年1月23日発売[12][13]、ISBN 978-4-06-521917-1
  2. 2021年4月23日発売[14]、ISBN 978-4-06-522806-7
  3. 2021年7月20日発売[15]、ISBN 978-4-06-524045-8
  4. 2021年10月21日発売[16]、ISBN 978-4-06-525129-4
  5. 2022年1月21日発売[17]、ISBN 978-4-06-526526-0
  6. 2022年4月21日発売[18]、ISBN 978-4-06-527395-1
  7. 2022年7月22日発売[19]、ISBN 978-4-06-528462-9
  8. 2022年10月21日発売[20]、ISBN 978-4-06-529529-8
  9. 2023年1月23日発売[21]、ISBN 978-4-06-530483-9
  10. 2023年6月22日発売[22]、ISBN 978-4-06-532027-3
  11. 2023年9月22日発売[23]、ISBN 978-4-06-532972-6
  12. 2024年1月23日発売[24]、ISBN 978-4-06-534353-1
  13. 2024年4月23日発売[25]、ISBN 978-4-06-535327-1
  14. 2024年7月23日発売[26]、ISBN 978-4-06-536212-9
  15. 2024年11月21日発売[27]、ISBN 978-4-06-537585-3
  16. 2025年3月21日発売[28]、ISBN 978-4-06-538845-7
  17. 2025年6月23日発売[29]、ISBN 978-4-06-539883-8

## テレビアニメ
2025年4月から6月までテレビ東京系列ほかにて放送された。ナレーションは中島卓也。

### スタッフ
- 原作 - 須賀達郎[2]
- 監督 - 北村淳一[2]
- シリーズ構成・脚本 - 村越繁[2]
- キャラクターデザイン - 飯田史雄[2]
- サブキャラクターデザイン - 杉村苑美
- 美術監督 - 針生勝文
- 色彩設計 - いわみみか。
- プロップデザイン - ほそぬまあおい、きゅっぷいたびい
- 撮影監督 - 山本雄介[注 1]、小野寺正明[注 2]
- 編集 - 仙土真希
- CGディレクター - 柴田渉
- 音響監督 - 小泉紀介
- 音響効果 - 八十正太
- 音楽 - 広川恵一、髙橋邦幸
- プロデューサー - 三浦駆、斎藤譲、飯塚彩、塩谷佳之、嶋崎英郎、有山陽介、川人憲治郎
- アニメーション制作 - EMTスクエアード[2]
- 製作 - 「ボールパークでつかまえて！」製作委員会、テレビ東京

### 主題歌
「Hurray!!」
GENICによるオープニングテーマ。作詞・作曲・編曲は小池竜暉。
「ボールパークでShake! Don't Shake!」
ルリコ（ファイルーズあい）、アオナ（長谷川育美）、こひなた（内田真礼）、サラ（相良茉優）、こころ（瀬戸桃子）によるエンディングテーマ。作詞は藤村鼓乃美と北川勝利、作曲は北川勝利、編曲はハヤシベトモノリと北川勝利。
「コンバート」
松室政哉による第10話のスペシャルエンディングテーマ。作詞は金木和也、作曲・編曲は松室政哉。
「あきらめられないのさ」
GENICによる第12話のスペシャルエンディングテーマ。作詞は小池竜暉、増子敦貴、ペンギンス、neco-kara、田辺望。作曲はペンギンス、neco-kara、田辺望。編曲は田辺望。

### 各話リスト
| 話数 | サブタイトル                                            | 絵コンテ   | 演出       | 作画監督 | 総作画監督     | 初放送日      |
| ---- | ------------------------------------------------------- | ---------- | ---------- | --- | -------------- | ------------- |
| #01  | ビール売り子のルリコさん常連さん、いらっしゃい♡アメと涙 | 北村淳一   | 北村淳一   | 浦野達也 はっとりますみ 邑井夏織 杉村苑美 梦润 江影                                                          | 杉村苑美       | 2025年 4月2日 |
| #02  | 野球ファンたるものダメ！ゼッタイ！純情三角巾            | もりたけし | 佐土原武之 | 榎本彩芽 杜林桂 陳亮 李良鵬 魏旭龍 廖雪宇 ヴィ・ヴァン                                                       | 清田華穂       | 4月9日        |
| #03  | 野球の女神？無敵のマスコットえいえいおー♡               | 北村淳一   | 殿勝秀樹   | Lee Donghun Kim Giyeop Hong Hyeonsuk Kim Igyeon Aha Yeongyu Jeong Uyeong                                     | Jeong Uyeong   | 4月16日       |
| #04  | 魂のアナウンスご意見箱事件《前編》ご意見箱事件《後編》  | 大畑晃一   | 湖山禎崇   | 浦野達也 はっとりますみ 邑井夏織 熊野 梦润 江影                                                              | 杉村苑美       | 4月23日       |
| #05  | むかつく！お弁当狂騒曲違う顔                            | 北村淳一   | 清水明     | 桝井一平 清田華穂 鈴木伸一 山本径子 杜林桂 ハン スンジン チョ ミジョン パク ジェソク                         | 清田華穂       | 4月30日       |
| #06  | 良い子宝物がいっぱいブック破り                          | もりたけし | 西村大樹   | Lee Donghun Kim Giyeop Hong Hyeonsuk Aha Yeongyu Park Eunyeong                                               | Jeong Uyeong   | 5月7日        |
| #07  | 99回のムダ同じ釜の飯変身っ!!                            | 湖山禎崇   | 飯村正之   | 浦野達也 はっとりますみ 杉村苑美 猿渡聖加 Ming Guang Meng Run Mao Gaoban                                     | 杉村苑美       | 5月14日       |
| #08  | ぜんぶ風のせいだ目印ネットニュースにご用心              | 北村淳一   | 佐土原武之 | Jo Mi-jeong Go Yo-il Kim Bong-deok 山本径子 Xie Xin Wei Xu Long Du Wei Feng Chen Liang Li Liangpeng Liu Jing | 清田華穂       | 5月21日       |
| #09  | トミーの憂鬱ムラタさんSHOW YOUR SUN                     | もりたけし | 殿勝秀樹   | Cho Sohyeon Kim Ik-yeon Park Eunyeong Park Shin-jun Choi Jeong-hwa Han Mi-ok Park Joo-hyun Baek Yeon-ju      | Jeong Wooyeong | 5月28日       |
| #10  | あの頃の私たちおしりをたたけ！TTコンビ                  | 北村淳一   | 北村淳一   | 北村淳一 服部益実 Meng Run Zhou Junjie 寧波麦冬映画                                                          | 北村淳一       | 6月4日        |
| #11  | 大一番！大一番《中編》大一番《後編》                    | もりたけし | 石山タカ明 | Choi Jeonhghwa Han Miok Lee Donghoon Bak Hyeona Kim Kiyeop Hong Hyunsook                                     | Joung Wooyoung | 6月11日       |
| #12  | 昇華試合ラストメッセージ開幕ったら開幕！                | もりたけし | 湖山禎崇   | 浦野達也 はっとりますみ 邑井夏織 Meng Run Mao Gaoban Wang Yu Jiang Ying Jin Chengxu                          | 杉村苑美       | 6月18日       |

### 放送局
| 放送期間               | 放送時間                     | 放送局                             | 対象地域                                                    | 備考                                            |
| ---------------------- | ---------------------------- | ---------------------------------- | ----------------------------------------------------------- | ----------------------------------------------- |
| 2025年4月2日 - 6月18日 | 水曜 0:00 - 0:30（火曜深夜） | テレビ東京（製作局） ほか系列全6局 | 北海道・関東広域圏・愛知県・ 大阪府・岡山県・香川県・福岡県 | 字幕放送                                        |
|                        | 水曜 21:00 - 21:30           | AT-X                               | 日本全域                                                    | 製作参加 / CS放送 / 字幕放送 / リピート放送あり |
| 2025年4月8日 - 6月24日 | 火曜 23:30 - 水曜 0:00       | BS日テレ                           | 日本全域                                                    | 製作参加 / BS/BS4K放送 / 『アニメにむちゅ〜』枠 |

| 配信開始日   | 配信時間                           | 配信サイト | 備考                   |
| ------------ | ---------------------------------- | --- | ---------------------- |
| 2025年4月2日 | 水曜 1:00（火曜深夜） 更新         | ABEMA Lemino アニメタイムズ |                        |
| 2025年4月5日 | 土曜 1:00（金曜深夜） 以降順次更新 | AnimeFesta DMM TV FOD Hulu J:COM STREAM U-NEXT バンダイチャンネル dアニメストア （本店・ for Prime Video ・ ニコニコ支店 [ 38 ] ） | 見放題配信             |
|              |                                    | TVer ネットもテレ東 ニコニコチャンネル [ 38 ]                                                                                      | 最新話期間限定無料配信 |
|              |                                    | milplus Video Market カンテレドーガ ニコニコチャンネル [ 38 ] HAPPY!動画 music.jp                                                  | レンタル配信           |
|              | 土曜 1:00 - 1:30（金曜深夜）       | ニコニコ生放送 |                        |

### BD
| 巻  | 発売日            | 収録話         | 規格品番       |
| --- | ----------------- | -------------- | -------------- |
| BOX | 2025年9月24日予定 | 第1話 - 第12話 | XNCV-00001/2/B |

### その他
テレビアニメ放送を記念して、本作品の舞台となっている千葉県を本拠地としているプロ野球球団の千葉ロッテマリーンズとのコラボイベントを2025年5月17日（対北海道日本ハムファイターズ戦）に行う予定だったが、雨天中止となった。
| テレビ東京系列 水曜 0:00 - 0:30（火曜深夜）          | テレビ東京系列 水曜 0:00 - 0:30（火曜深夜）           | テレビ東京系列 水曜 0:00 - 0:30（火曜深夜） |
| 前番組                                               | 番組名                                                | 次番組                                      |
| ---------------------------------------------------- | ----------------------------------------------------- | ------------------------------------------- |
| 甘神さんちの縁結び （2024年10月2日 - 2025年3月26日） | ボールパークでつかまえて！ （2025年4月2日 - 6月18日） | おそ松さん（第4期） （2025年7月9日 - ）     |